# Abbéville-la-Rivière
Abbéville-la-Rivière település Franciaországban, Essonne megyében. Lakosainak száma 331 fő (2022. január 1.). Abbéville-la-Rivière Marolles-en-Beauce, Arrancourt, Rouvres-Saint-Jean, Sermaises, Bois-Herpin, Fontaine-la-Rivière, Roinvilliers és Saint-Cyr-la-Rivière községekkel határos.

## Népesség
A település népességének változása:
| Lakosok száma | 296  | 301  | 303  | 303  | 314  | 324  | 328  | 332  | 331  |
|               | 2013 | 2015 | 2016 | 2017 | 2018 | 2019 | 2020 | 2021 | 2022 |